# Beschreibung und Abbildung der Theils bekannten
Beschreibung und Abbildung der Theils bekannten (abreviado Beschr. Riedgräs.) es un libro con ilustraciones y descripciones botánicas que fue escrito por el ilustrador, artista, y botánico alemán Christian Schkuhr. Fue editado en Wittenberg en el año 1801 , con el nombre de Beschreibung und Abbildung der Theils bekannten, Theils noch nicht beschriebenen Arten von Riedgräsern nach eigenen Beobachtungen und vergrösserter Darstellung der kleinsten Theile.